# That's Where It's At
That's Where It's At è un album di Stanley Turrentine, pubblicato dalla Blue Note Records nel 1962.
Il disco fu registrato il 2 gennaio del 1962 al "Rudy Van Gelder Studio" di Englewood Cliffs nel New Jersey (Stati Uniti).

## Tracce
Lato A
1. Smile, Stacey – 8:00 (Les McCann)
2. Soft Pedal Blues – 7:17 (Stanley Turrentine)
3. Pia – 5:30 (Les McCann)

Lato B
1. We'll See Yaw'll After While, Ya Heah – 8:15 (Les McCann)
2. Dorene Don't Cry, I – 6:15 (Les McCann)
3. Light Blue – 6:25 (Tommy Turrentine)

CD del 2005, pubblicato dalla Blue Note Records
1. Smile, Stacy – 8:00 (Les McCann)
2. Soft Pedal Blues – 7:17 (Stanley Turrentine)
3. Pia – 5:30 (Les McCann)
4. We'll See Yaw'll After While, Ya Heah – 8:15 (Les McCann)
5. Dorene Don't Cry, I – 6:15 (Les McCann)
6. Light Blue – 6:25 (Tommy Turrentine)
7. Light Blue – 6:25 (Tommy Turrentine) – Bonus track-alt. take, previously unissued.

## Musicisti
Stanley Turrentine Quartet
- Stanley Turrentine - sassofono tenore
- Les McCann - pianoforte
- Herbie Lewis - contrabbasso
- Otis Finch - batteria